# Zagadnienia Naukoznawstwa
Zagadnienia Naukoznawstwa – kwartalnik naukowy wydawany przez Komitet Naukoznawstwa PAN.

## Rada redakcyjna
- Małgorzata Dąbrowa-Szefler - przewodniczący redakcji
- Lidia Białoń-Soczyńska
- Wojciech Gasparski
- Janusz Goćkowski
- Piotr Hübner
- Wojciech Łepkowski
- Andrzej Rakowski
- Barbara Sordylowa
- Andrzej Strzałecki
- Stefan Zamecki
- Urszula Żegleń

## Redakcja
- Redaktor naczelny - Bohdan Jałowiecki.
- Z-ca Redaktora naczelnego - Alina Motycka.
- Sekretarz redakcji: Jolanta Kamecka-Grzyb.
- Członkowie redakcji: Wojciech J. Bober, Andrzej Strzałecki, Stefan Zamecki, Janusz Goćkowski.